# FA Women's League Cup
La FA Women's League Cup es una Copa de la Liga de fútbol femenino inglés. Originalmente, la copa era disputada por ocho equipos de la FA WSL, pero desde la reestructuración de la liga, apareciendo dos divisiones, ha estado formada por 24 equipos. Anteriormente era conocida como la FA WSL Cup, pero, por motivos de patrocinio, desde 2011 es conocida como FA Women's Continental League Cup. El Arsenal es el equipo con más títulos (7).

## Historia
La primera edición se jugó después de la temporada inaugural de la FA WSL. Habiendo ganado la liga y la Women's FA Cup, el Arsenal completó el triple nacional al ganar la primera edición de la FA Women's League Cup.

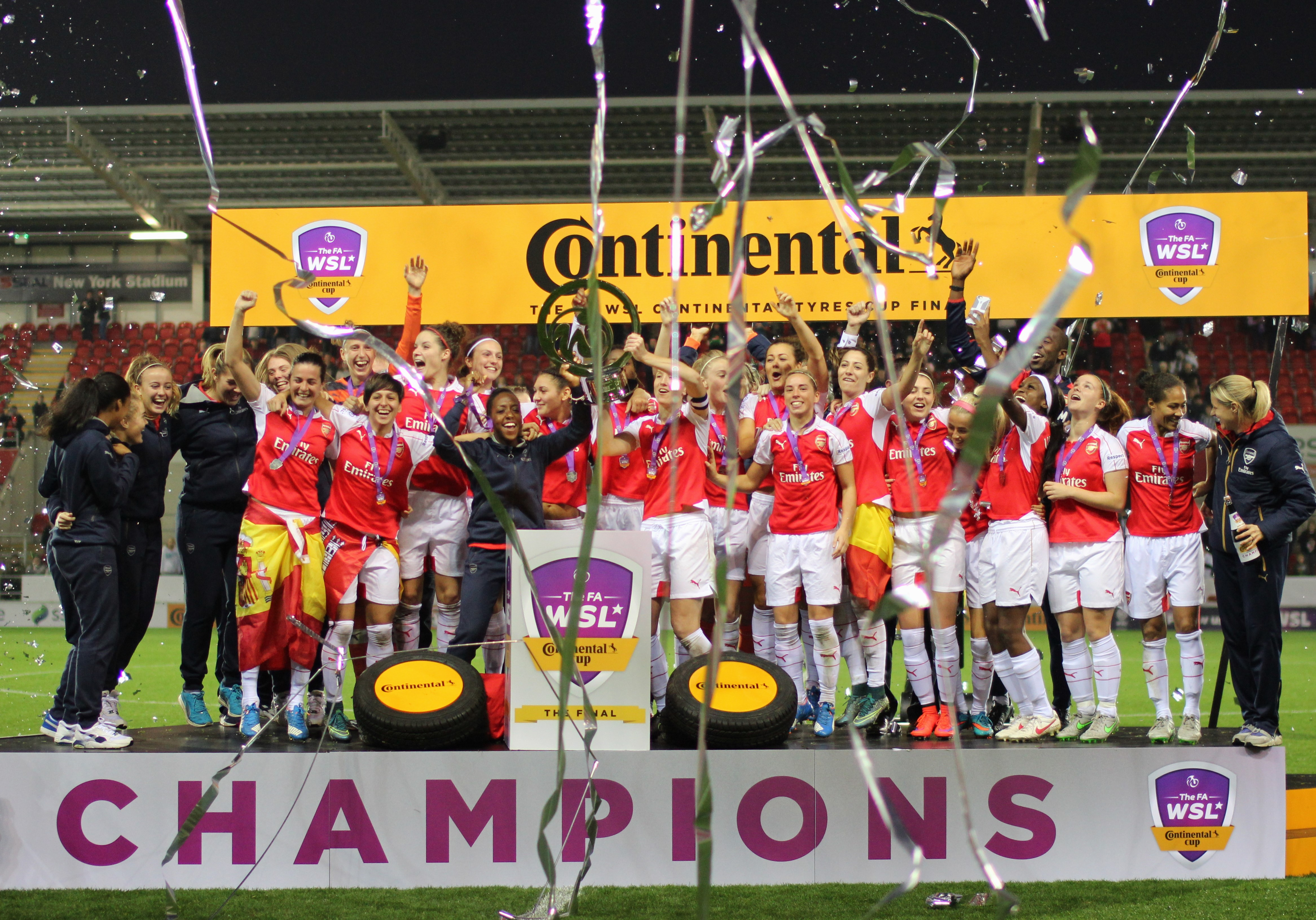
Arsenal celebra la victoria en 2015.

En 2012 se cambió el formato al sustituir las eliminatorias directas por una ronda de grupos. Habiendo dos grupos, el campeón y subcampeón de cada uno avanzaba a las semifinales.
En 2014, con la entrada de los equipos de segunda división en la competición, se crearon tres grupos de seis equipos. En 2015 se jugaron por primera vez cuartos de final.
En 2016 se volvió al sistema de eliminatorias directas, con la aceptación de los clubes. Con 19 equipos en la competición, los 6 que estaban en peor posición en la liga jugaban una ronda preliminar. En la temporada 2017-18 se añadió de nuevo una ronda de grupos.
Siguiendo la reestructura del fútbol femenino inglés, 22 equipos participaron en la temporada 2018-19. La competición se dividió en dos grandes grupos: Norte y Sur. Cada región tiene un grupo de seis equipo y otro de cinco. Los dos que acaban más alto en la tabla avanzan a los cuartos de final. En la siguiente temporada se añadió un equipo más en el Sur, convirtiéndose en 23 en total.

## Lista de finales
Solo tres equipo han conseguido ganar la FA Women's League Cup. Los Gunners son el equipo con más títulos (5) y más finales (8), mientras que el Arsenal, Chelsea y el Birmingham City son los que más finales han perdido (3).
| Temporada | Ganador         | Resultado      | Subcampeón      | Lugar                              | Asistencia |
| --------- | --------------- | -------------- | --------------- | ---------------------------------- | ---------- |
| 2011      | Arsenal         | 4–1            | Birmingham City | Pirelli Stadium, Burton upon Trent | 2.167      |
| 2012      | Arsenal         | 1–0            | Birmingham City | Underhill Stadium, Londres         | 2.535      |
| 2013      | Arsenal         | 2–0            | Lincoln         | The Hive, Londres                  | 3.421      |
| 2014      | Manchester City | 1–0            | Arsenal         | Adams Park, High Wycombe           | 3.697      |
| 2015      | Arsenal         | 3–0            | Notts County    | New York Stadium, Rotherham        | 5.028      |
| 2016      | Manchester City | 1–0 (Prórroga) | Birmingham City | Academy Stadium, Mánchester        | 4.214      |
| 2017-18   | Arsenal         | 1–0            | Manchester City | Adams Park, High Wycombe           | 2.136      |
| 2018-19   | Manchester City | 0–0 (4–2 p)    | Arsenal         | Bramall Lane, Sheffield            | 2.424      |
| 2019-20   | Chelsea         | 2–1            | Arsenal         | City Ground, Nottingham            | 6.743      |
| 2020-21   | Chelsea         | 6–0            | Bristol City    | Vicarage Road, Watford             | –          |
| 2021-22   | Manchester City | 3–1            | Chelsea         | Plough Lane, Wimbledon             | 8.004      |
| 2022–23   | Arsenal         | 3–1            | Chelsea         | Selhurst Park, London              | 19.010     |
| 2023–24   | Arsenal         | 1–0 (Prórroga) | Chelsea         | Molineux Stadium, Wolverhampton    | 21,462     |
| 2024–25   | Chelsea         | 2–1            | Manchester City | Pride Park Stadium, Derby          | 14,187     |

## Resultados por equipo
Los equipos en cursiva ya no existen.
| Club            | Títulos | Subcam. | Años campeón                             |
| --------------- | ------- | ------- | ---------------------------------------- |
| Arsenal         | 7       | 3       | 2011, 2012, 2013, 2015, 2018, 2023, 2024 |
| Manchester City | 4       | 2       | 2014, 2016, 2019, 2022.                  |
| Chelsea         | 3       | 3       | 2020, 2021, 2025.                        |
| Birmingham City | 0       | 3       |                                          |
| Bristol City    | 0       | 1       |                                          |
| Notts County    | 0       | 1       |                                          |
| Lincoln         | 0       | 1       |                                          |